# Steltwantsen
 Steltwantsen (Berytidae) zijn een familie van insecten die behoren tot de wantsen (Heteroptera).

## Uiterlijke kenmerken
De steltwantsen zijn 2,5-11 millimeter lang en hebben een langwerpige, slanke lichaamsbouw met dunne lange poten en voelsprieten. Veel soorten lijken op het eerste gezicht op wantsen uit de familie hydrometridae of op wantsen uit de onderfamilie Emesinae van de roofwantsen Reduviidae. De meeste steltwantsen zijn geelachtig of bruin. Het  bovenste deel van de dijen en van antennesegmenten is vaak opvallend verdikt.

## Verspreidingsgebied
De steltwantsen zijn wereldwijd verspreid. Er zijn ongeveer 170 soorten bekend in ongeveer 36 geslachten.  In Europa worden 30 soorten gevonden.

## Leefwijze
Ze bewegen zich traag. De dieren voeden zich voornamelijk met planten en leven daar ook op. 
In het oosten van de V.S. veroorzaakt de Jalysus spinosis schade aan maïs, perzik, en tomaat.

## Taxonomie
De Berytidae waren in de loop van hun taxonomisch onderzoek als een aparte familie (zoals nu), maar ook als een onderfamilie van randwantsen (Coreidae) en de bodemwantsen (Lygaeidae) of als een geslachtengroep van de onderfamilie Cyminae van de bodemwantsen beschouwd. 
Nu wordt de familie steltwantsen (Berytidae) in de volgende onderfamilies en geslachtengroepen verdeeld. Hier in komen in Nederland de volgende negen soorten voor.
- Onderfamilie Berytinae (vooral op het oostelijk halfrond)
  - Geslachtengroep Berytini (1 geslacht VS, andere in de Oude Wereld)
  - Geslachtengroep Berytinini (Palearctic)
    - Berytinus clavipes, stalkruidsteltwants
    - Berytinus crassipes, hoornbloemsteltwants
    - Berytinus hirticornis, haarsprietsteltwants
    - Berytinus minor, gewone steltwants
    - Berytinus montivagus, bergsteltwants
    - Berytinus signoreti, signorets steltwants
    - Neides tipularius, lange steltwants
- Onderfamilie Gampsocorinae
  - Geslachtengroep Gampsocorini (oostelijk halfrond)
    - Gampsocoris punctipes, groenbuiksteltwants

  - Geslachtengroep Hoplinini (westelijk halfrond)
- Onderfamilie Metacanthinae
  - Geslachtengroepe Metacanthini (de wereld, en vooral oostelijk halfrond)
  - Geslachtengroep Metatropini (Europa, China en Korea)
    - Metatropis rufescens, heksenkruidsteltwants